# Jevdokija Davidovna Bersanszkaja
Jevdokija Davidovna Bersanszkaja (cirill betűkkel: Евдоки́я Давы́довна Берша́нская), leánykori nevén Karabut (Карабу́т), második férje után Bocsarova (Бочаро́ва),  (Dobrovolnoe, 1913. február 6. – Moszkva, 1982. szeptember 16.) második világháborús szovjet pilóta, a 46. éjszakai bombázó-gárdaezred parancsnoka.

## Pályafutása
Jevdokija Karabut a Sztavropoli határterületről származik. Szülei meghaltak a polgárháborúban, így nagybátyja nevelte fel.
A középiskola elvégzése után 1931-ben felvették a batajszki pilótaiskolába, ahol a következő évtől már maga is oktató lett. 1939-ben szakaszparancsnokká nevezték ki a Krasznodar mellett állomásozó 218. különleges célú légikülönítménynél. Eközben a krasznodari városi tanács tagjává választották.
Amikor Németország megtámadta a Szovjetuniót, a fegyveres erőknél három női repülőezredet szerveztek. A 28 éves Bersanszkaját, aki addigra már évtizedes tapasztalattal és jó szervezőkészséggel rendelkező pilótának számított, megbízták ezek egyikének, az 588. éjszakai bombázóezrednek a  vezetésével. Az egység a háború végéig az ő parancsnoksága alatt harcolt.
1943-ban az ezredet átnevezték 46. éjszakai bombázó-gárdaezredre, és a Tamany-félsziget visszafoglalása során szerzett érdemeiért megkapta a „Tamanyi” ceremoniális nevet. A csupa nőből álló egységet informálisan éjszakai boszorkányoknak is nevezték, és 1981-ben Éjszakai boszorkányok (В небе „ночные ведьмы“) címmel film is készült róluk.
Bersanszkaja maga viszonylag kevés bevetésen vett részt, de ennek ellenére nagy tekintélynek örvendő, beosztottjaitól és önmagától is igényes munkát elváró ezredparancsnok volt. Megkövetelte a repülőgépek kifogástalan karbantartását, és amikor a füves repülőtérről a sár miatt nem tudtak felszállni a repülőgépek, megszervezte egy előregyártott fa fel- és leszállópálya elkészítését is.
Egyetlen nőként elnyerte a Szuvorov-érdemrendet.
A háború után Moszkvába költözött, és a Szovjet Nőszövetségben dolgozott. Hatvankilenc éves korában szívinfarktusban halt meg.

## Magánélete
Bersanszkaja első férje Pjotr Bersanszkij volt, akitől egy fia is született. A házasság azonban hamarosan felbomlott. Bersanszkaja a háború alatt ismerkedett meg Konsztantyin Bocsarovval a 899. éjszakai bombázóezred parancsnokával, akivel a harcok végeztével összeházasodott.

## Fordítás
Ez a szócikk részben vagy egészben  a(z)   Бочарова, Евдокия Давыдовна című orosz Wikipédia-szócikk fordításán alapul.  Az eredeti cikk szerkesztőit annak laptörténete sorolja fel. Ez a jelzés csupán a megfogalmazás eredetét és a szerzői jogokat jelzi, nem szolgál a cikkben szereplő információk forrásmegjelöléseként.